# Giro del Lazio 1982
Il Giro del Lazio 1982, quarantottesima edizione della corsa, si svolse il 18 settembre 1982 su un percorso di 235 km. La vittoria fu appannaggio del norvegese Dag Erik Pedersen, che completò il percorso in 6h14'29", precedendo lo svizzero Serge Demierre e l'italiano  Alessandro Paganessi.

## Ordine d'arrivo (Top 10)
| Pos. | Corridore            | Squadra                 | Tempo    |
| ---- | -------------------- | ----------------------- | -------- |
| 1    | Dag Erik Pedersen    | Bianchi-Piaggio         | 6h14'29" |
| 2    | Serge Demierre       | Cilo-Aufina             |          |
| 3    | Alessandro Paganessi | Bianchi-Piaggio         |          |
| 4    | Giuseppe Montella    | Selle San Marco         |          |
| 5    | Luciano Loro         | Inoxpran Pentole Posate |          |
| 6    | Stefano Guerrieri    | Del Tongo-Colnago       |          |
| 7    | Ennio Salvador       | Gis Gelati-Olmo         |          |
| 8    | Ennio Vanotti        | Bianchi-Piaggio         |          |
| 9    | Claudio Savini       | Selle San Marco         |          |
| 10   | Mauro Angelucci      | Alfa Lum-Sauber         |          |